# Santiago Salvador
Santiago Salvador Franch (Castelserás, Teruel, 1864 - Barcelona, 21 de noviembre de 1894) fue un terrorista anarquista español que ganó notoriedad cuando, el 7 de noviembre de 1893, lanzó dos artefactos explosivos contra la audiencia del Gran Teatro del Liceo de Barcelona. Fue ejecutado el 21 de noviembre de 1894.

## Biografía

### Juventud
Santiago Salvador Franch nació en la localidad turolense de Castelserás. Sus padres, Vicente Salvador y Maura Franch, eran campesinos acomodados. Contados 16 años cuando decidió ir a Barcelona, en donde vivió tres años seguidos. Pero no se afincaría definitivamente en dicha ciudad hasta que se casó. Se estableció como tabernero, pero el negocio resultó un fracaso. Luego se empleó de jornalero. Antes de cometer el atentado, se dedicaba a vender alcohol de contrabando.
Vinculado desde joven a diversos grupos anarquistas, participó en diversas acciones de violencia revolucionaria. «Mi deseo —dirá posteriormente— era destruir la sociedad burguesa, a la cual el anarquismo tiene declarada la guerra abierta; y me propuse atacar la organización actual de la sociedad para implantar el comunismo anárquico. No me propuse matar a unas personas determinadas. Me era indiferente matar a unos o a otros. Mi deseo consistía en sembrar el terror y el espanto».

### El atentado
El 7 de noviembre de 1893, en la apertura de la temporada de invierno del Gran Teatro del Liceo de Barcelona, durante el segundo acto de la ópera Guillermo Tell de Gioachino Rossini, Santiago Salvador Franch lanzó, desde la galería del quinto piso del teatro, dos bombas Orsini contra el público.. De las dos bombas solo explotó una, provocando 22 muertos y 35 heridos. En medio de la confusión que siguió a la explosión, Salvador Franch consiguió salir del teatro sin ser visto.
La bomba Orsini que no explotó, ya que su caída quedó amortiguada por el cuerpo de una mujer muerta por la primera bomba, supuestamente, tras el cierre del caso, se envió al Museo de Historia de Barcelona para formar parte de su colección permanente, aunque posteriormente surgieron dudas de su autenticidad.

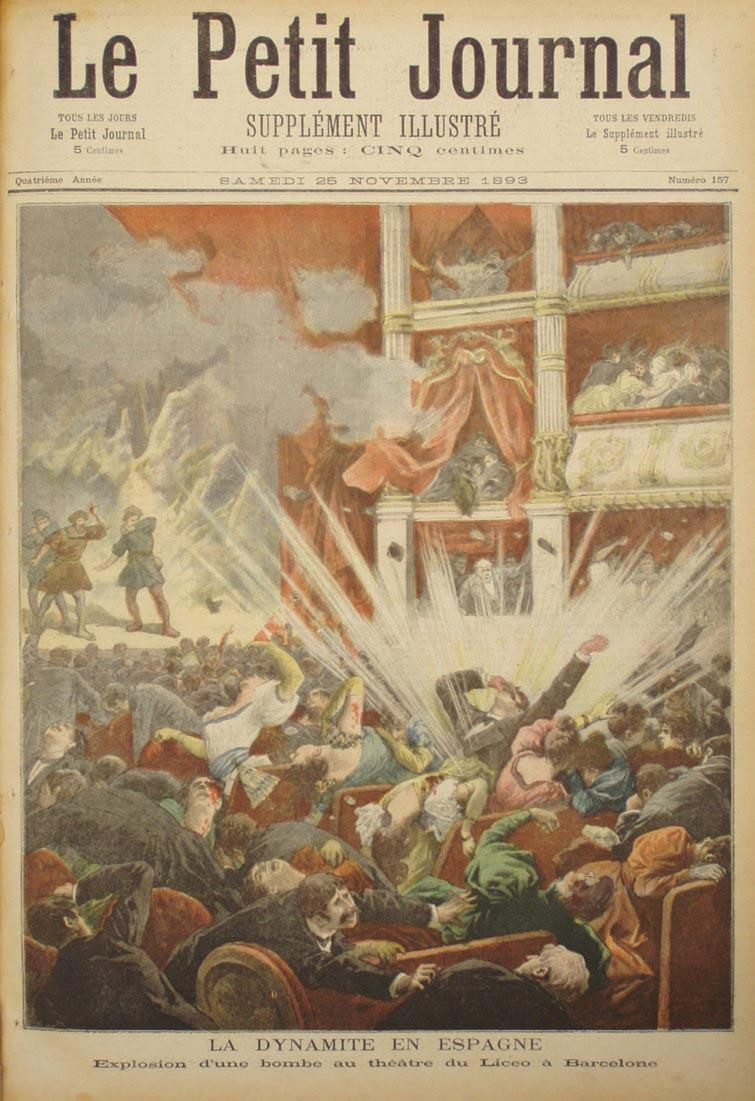
Atentado en el Liceo de Barcelona en la portada de la publicación francesa Le Petit Journal.

### Detención y ejecución
Como consecuencia del atentado, se declaró la ley marcial en Barcelona y cientos de militantes anarquistas fueron arrestados y torturados por los fuerzas de seguridad. La autoría de la acción inicialmente se atribuyó a José Codina y luego a Mariano Cerezuela, ambos anarquistas que serán ejecutados el 21 de mayo de 1894.
El 2 de enero de 1894, Salvador Franch fue apresado en Zaragoza. Para evitar su captura intentó suicidarse dos veces sin lograrlo. Inmediatamente fue llevado a la cárcel del castillo de Montjuic, no siendo juzgado hasta el 11 de julio. Durante el juicio, dijo que cometió el atentado para vengar la ejecución de Paulino Pallás, al que conocía y admiraba.
El 21 de noviembre de 1894, Santiago Salvador Franch fue ejecutado a garrote vil en una plaza de Barcelona a manos del verdugo Nicomedes Méndez. Tenía 30 años y era padre de dos hijas.
El atentado de Salvador Franch tendrá importantes consecuencias políticas y sociales. Todos los derechos y libertades civiles fueron suspendidos, se declaró la ley marcial en Barcelona durante el año y el ataque será constantemente utilizado como una excusa para la persecución sistemática de la prensa anarquista, los sindicatos y otras organizaciones.